# Ferdinand Nahimana
Ferdinand Nahimana, né le 15 juillet 1950 à Gatonde dans la préfecture de Ruhengeri au Rwanda, est un universitaire et homme politique rwandais. Il est l'un des principaux accusés du « Procès des médias » qui s'est tenu entre 2000 et 2003 devant le Tribunal pénal international pour le Rwanda (TPIR) à Arusha et est condamné à 30 ans de prison en 2007.

## Biographie

### Formation
Après des humanités classiques au petit séminaire de Rwesero, il intègre l'université nationale du Rwanda (UNR) de Butare. Durant les évènements de 1972-1973 qui aboutissent au coup d'État du général Habyarimana et à la chute du président Kayibanda, il participe à l'action des « Comités de Salut public » chargés de faciliter l'épuration des Tutsi de l'administration, des écoles et de l'université,,.
En 1974, l'UNR lui décerne un baccalauréat en lettres. En 1977, il obtient une maîtrise ès-arts (option histoire contemporaine) à l'Université Laval de Québec. En 1986, il soutient une thèse de doctorat en histoire sur les royaumes du nord-ouest du Rwanda à l'université Paris VII-Jussieu.

### Carrière universitaire, politique et médiatique
Militant du Mouvement révolutionnaire national pour le développement (MRND), originaire de la même région que le président Habyarimana, Ferdinand Nahimana occupe différents postes de responsabilité dans l'université, la fonction publique et le monde politique ; parallèlement à ses activités d'enseignant à l'UNR, il est ainsi successivement : vice-doyen de la faculté des lettres de l'UNR (Butare) de 1978 à 1980, doyen de la même faculté de 1980 à 1981, secrétaire général adjoint de l'UNR (campus de Ruhengeri) de 1981 à 1984, directeur du Centre de la connaissance de l'homme et de la société à l'Institut de recherche scientifique et technologique (IRST) de Butare de 1988 à 1990, directeur général de l'Office rwandais d'information (ORINFOR) à Kigali de 1990 à 1992 ; en 1993, il est désigné pour représenter le MRND dans le « gouvernement de transition à base élargie » qui aurait dû être installé en janvier 1994 au titre de « ministre pour l'enseignement supérieur et la recherche scientifique ».
En 1992, alors directeur de Radio Rwanda, malgré les réserves de son comité de rédaction, un tract émanant d'une organisation inconnue annonçant l'assassinat programmé de personnalités politiques proches du pouvoir est diffusé à la radio; selon de nombreux experts et observateurs,,, la diffusion du contenu de ce tract conduit au massacre de plusieurs centaines de Tutsi dans le Bugesera. Lors de son procès à Arusha, Nahimana clame son innocence dans cette affaire.
À la suite de cet épisode, sous la pression des partis d'opposition ainsi que des ambassades, notamment belge et allemande, Ferdinand Nahimana est démis de ses fonctions de directeur de Radio Rwanda. Peu après, il décline l'offre de la présidence rwandaise de le nommer au poste de premier secrétaire de l'ambassade du Rwanda à Bonn préférant rester au Rwanda et continuer son métier de professeur à l'Université.
En 1993, après la loi sur la libéralisation des médias, Ferdinand Nahimana fonde avec d'autres cadres MRND et des responsables de la Coalition pour la défense de la République (CDR), dont Jean Bosco Barayagwiza, la Radio télévision libre des mille collines (RTLM), une société privée d'information audio-visuelle, l'un des instruments de propagande de l'exécution du génocide de 1994.
Avant 1994, il exerce une position centrale au sein du « comité d'initiative » de la RTLM S.A. Il est notamment une des trois seules personnes du conseil d'administration autorisées à signer des chèques au nom de la société.
Le 7 avril 1994, au lendemain de l'attentat contre le Falcon du président Habyarimana, Ferdinand Nahimana se réfugie avec sa famille à l'ambassade de France de Kigali. Le lendemain, il est évacué vers Bujumbura (Burundi).

### Exil, procès, appel et emprisonnement
Après la chute du régime, il est en fuite et passe par le Cameroun.
Il est inculpé, avec notamment Jean Bosco Barayagwiza, par le Tribunal pénal international pour le Rwanda pour génocide et incitation au génocide. Durant son procès en appel (2007), il aura essayé de démontrer, preuve à l'appui, qu'il n'était pas le directeur de cette station, et qu'il n'était donc pas responsable des émissions diffusées en 1994.
Nahimana est condamné à la prison à vie en 2003. Le 28 novembre 2007, il est condamné par la Chambre d'appel du TPIR à 30 ans de prison pour « sa responsabilité [dans] les crimes d’incitation directe et publique à commettre le génocide et de persécution constitutive de crime contre l'humanité, pour n'avoir pas prévenu ou puni la diffusion de propos criminels par ses subordonnés à la RTLM ». Les charges retenues contre lui étant celles de « crimes d'incitation directe et publique à commettre le génocide » et de « persécution constitutive de crime contre l'humanité ». Il est en revanche acquitté pour « entente en vue de commettre le génocide ». La Cour considère que la création de la radio n'entre pas dans un plan génocidaire, uniquement les émissions diffusées par la radio à partir du 6 avril 1994. En décembre 2008, il est transféré de la prison d'Arusha (Tanzanie) au Mali.

## Publications
- Le Blanc est arrivé, le roi est parti : une facette de l'histoire du Rwanda contemporain, 1894-1931, Kigali, Éd. Printer Set, 1987, 190 p., 25 cm (OCLC 1113191823, BNF 36209252, présentation en ligne).
- F. Nahimana (éditeur scientifique), Conscience chez-nous, confiance en nous : notre culture est la base de notre développement harmonieux, Ruhengeri (Rwanda), compte d'auteur, 1988, 175 p., 21 cm (OCLC 22347483, BNF 35725281, SUDOC 129367176, présentation en ligne).
- Le Rwanda, émergence d'un État, Paris, Éditions L'Harmattan, coll. « Racines du présent  (ISSN 0757-6366) », 1993, 346 p., 22 cm (ISBN 2-7384-1716-7, OCLC 29779410, BNF 36665356, SUDOC 002915979, présentation en ligne, lire en ligne ).
- Rwanda. L'élite Hutu accusée, Yaoundé (Cameroun), 1995.
- Rwanda : les virages ratés  (préf. Helmut Strizek (d)), Lille, Éd. Sources du Nil, coll. « Le droit à la parole  (ISSN 1955-446X) », 2007, 447 p., 24 cm (ISBN 2-9521712-4-6, OCLC 188549852, BNF 41083360, SUDOC 118845349, présentation en ligne).
- Le combat pour la vérité, Lille, Éd. Sources du Nil, 2011, 118 p., 18 cm (ISBN 978-2-919201-04-4, OCLC 780277442, BNF 42517471, présentation en ligne).